# كارل إريك أندريه
كارل إريك أندريه (بالألمانية: Karl Erich Andrée)‏ هو إحاثي وجيولوجي ألماني، ولد في 10 مارس 1880 في باد موندر في ألمانيا، وتوفي في 18 أغسطس 1959 في غوتينغن في ألمانيا.